# Tupolev ANT-21
Il Tupolev ANT-21 (in cirillico Туполев АНТ-21) era un aereo da caccia monoplano, bimotore, progettato in Unione Sovietica dallo TsAGI all'inizio degli anni trenta.
All'interno della struttura, all'epoca guidata da Andrej Nikolaevič Tupolev, il progetto venne assegnato ad Aleksandr Aleksandrovič Archangel'skij, al suo primo incarico come capo progettista.
Il Tupolev ANT-21 viene indicato anche con la sigla MI-3 in base alla tipologia di impiego prevista (dal cirillico Ми-3: Многоместный Истребитель, Mnogomestnyj Istrebitel', letteralmente caccia multi-posto).

## Storia del progetto
Il progetto del Tupolev ANT-21 faceva parte di un più ampio programma volto ad innalzare considerevolmente la velocità degli aerei da combattimento sviluppando, per lo specifico ruolo, le esperienze maturate con il Tupolev R-6 che trovò impiego anche come caccia di scorta.
Nel disegnare il nuovo velivolo Arhangel'skij si distaccò dalle linee spigolose fino ad allora associate alle realizzazioni di Tupolev e del suo staff, dando vita ad un monoplano dalla fusoliera di sezione circolare caratterizzato, per la prima volta in un aereo sovietico, dal carrello d'atterraggio retrattile. Anche la tecnica costruttiva differiva considerevolmente dai precedenti progetti di Tupolev, per il ricorso alla cellula semi-monoscocca con il rivestimento in lamiera liscia anziché corrugata.
La fase progettuale durò all'incirca un anno ed il 23 maggio del 1933 l'ANT-21 venne portato in volo da Ivan Kozlov; nel corso dei collaudi vennero riscontrate vibrazioni, riconducibili a fenomeni aeroelatici come il buffeting. Mentre erano ancora in corso studi e prove per risolvere i problemi emersi, nel successivo mese di settembre il velivolo ebbe un cedimento strutturale e si schiantò al suolo.
Il progetto venne quindi modificato, in particolare mediante la realizzazione di differenti impennaggi e con l'installazione di una diversa coppia di motori. Con questa nuova configurazione il velivolo ricevette la designazione di MI-3bis (in cirillico Ми-3Д) e mise in luce caratteristiche di volo ritenute soddisfacenti. Malgrado ciò, avendo nel frattempo modificato le proprie richieste, le autorità militari non mostrarono più interesse al velivolo il cui progetto venne quindi abbandonato.
Le esperienze maturate con il progetto dell'ANT-21 vennero successivamente utilizzate con la realizzazione dei progetti relativi al Tupolev ANT-29 ed al Tupolev ANT-40.

## Tecnica

### Struttura
Il Tupolev ANT-21 era un monoplano, bimotore, ad ala bassa; la fusoliera presentava ampia vetratura frontale e distinti alloggiamenti per i tre o quattro membri dell'equipaggio (un pilota e due/tre mitraglieri) completamente privi di cappottatura.
La struttura era interamente metallica; la fusoliera era, come detto, del tipo a semi-monoscocca mentre le ali, a sbalzo, in lamiera corrugata erano rivestite in tela (particolare, anche in questo caso, inusuale per le realizzazioni di Tupolev ma volto a ridurre la resistenza e migliorare la portanza). I piani di coda utilizzavano una soluzione con doppia deriva.
Il secondo esemplare (MI-3bis) era caratterizzato da piani di coda di tipo tradizionale (con l'equilibratore sistemato alla base della singola deriva centrale di dimensioni generose) e dalla cabina di pilotaggio completamente chiusa; in questo esemplare il mitragliere anteriore rimaneva alloggiato all'interno della fusoliera mentre quello posteriore godeva di una cappottatura vetrata aperta nella zona posteriore, al fine di agevolare l'utilizzo dell'armamento.

### Motore
Nella sua prima versione l'ANT-21 impiegava una coppia di motori a V Mikulin M-17 (si trattava di un dodici cilindri raffreddato a liquido) che nella seconda versione vennero sostituiti da due più potenti Mikulin AM-34 dotati di compressore centrifugo.

### Armamento
Nella descrizione dell'armamento destinato ad equipaggiare l'ANT-21, le diverse fonti reperite risultano estremamente discordanti fra loro. La postazione anteriore risulta, a seconda dei casi, alloggiare un cannone calibro 20 mm, oppure due mitragliatrici PV-1 calibro 7,62 mm. Due mitragliatrici di questo tipo risulterebbero alloggiate nella radice alare mentre una sarebbe stata disposta in posizione ventrale, accessibile mediante un tunnel. Le fonti sono invece concordi nell'indicare la presenza nella postazione dorsale (disposta nella sezione posteriore della fusoliera) di due mitragliatrici Degtjarëv DA brandeggiabili.